# Jinzhou
Jinzhou (chiń. upr. 锦州; pinyin Jǐnzhōu) – miasto o statusie prefektury miejskiej w północno-wschodnich Chinach, w prowincji Liaoning, na wybrzeżu Zatoki Liaotuńskiej. W 2010 roku liczba mieszkańców miasta wynosiła 588 094 osoby. Prefektura miejska w 1999 roku liczyła 3 054 371 mieszkańców. Ośrodek szkolnictwa wyższego oraz przemysłu maszynowego, chemicznego i elektrotechnicznego; w mieście znajdują się cztery rafinerie ropy naftowej.